# HD 109312
HD 109312，又名CD-49 7195，SAO 223516、HR 4782，是一颗恒星，视星等为6.38，位于銀經300.05，銀緯12.87，其B1900.0坐标为赤經12h 28m 32.1s，赤緯-49° 12.87′ 24″。